# Ove Ingemarsson

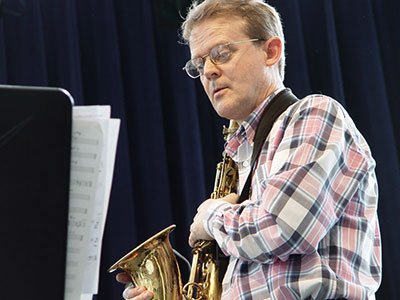
Ove Ingemarsson

Ove Ingemarsson ist ein schwedischer Sopran- und Tenorsaxophonist des Post Bop.
Ove Ingemarsson arbeitete in verschiedenen schwedischen Jazzformationen wie Hawk On Flight, dem Ewan Svensson Quartet und der Bohuslän Big Band. 1988 wirkte er bei Allan Botschinskys Album The Night mit. In den 1990er Jahren spielte er mit einer eigenen Band und nahm das Album Heart Of The Matter (1995) auf. An dem Album wirkten die Musiker Lars Jansson (p), Lars Danielsson und Adam Nussbaum mit. Im Jahr 2005 entstand ein weiteres Album des Ove Ingemarsson Quartetts, New Blues. Mitspieler sind erneut Jansson sowie der Bassist Yasuhito Mori und der Schlagzeuger Anders Kjellberg.